# Jacques-Arsène d'Arsonval
Jacques-Arsène d'Arsonval (n. 8 iunie 1851 - d. 31 decembrie 1940) a fost medic, fizician și inventator francez, cunoscut mai ales pentru inventarea galvanometrului balistic, a primului model de telefon agreeat de serviciul public francez de telecomunicații, studii de electroterapie prin curenți de înaltă frecvență.